# Tandor Ottó
Tandor Ottó (Nagykanizsa, 1852. január 28. – Balatonarács [ma Balatonfüred része], 1913. június 12.) építészmérnök, műegyetemi tanár.

## Pályafutása
Tandor Ferenc és Tóth Anna fiaként született. Képességeit, tudását és munkaerejét már technikus korában felismerte és méltányolta tanára, Steindl Imre. 1880-ban végezte el a Műegyetemet, 1882-ben Steindl maga mellé vette, előbb asszisztense, majd irodavezetője lett. Ebben a minőségben igen hasznos, tevékeny és kiváló munkatársat kapott Tandorban, aki önállóan is végzett Steindl számára tervezéseket, természetesen a mestere elképzelései szerint. 
Az Országház pályatervének első vázlatát Tandor készítette, Steindl távollétében, majd annak halála után ő fejezte be. Visszahúzódó, csendes természetű ember volt, aki annál fokozottabb mértékben élt munkájának, hivatásának, amit szeretett és amiben egyre tökéletesedett. Fiatalabb korában főleg templompályázatokon vett részt, a pályázatokon való versenyt általában ideálisan és lankadatlanul kultiválta, egészen addig, amíg rendes tanársága nem kötötte le idejét. 
Az Iparművészeti Múzeum és az 1896-os millenniumi ünnepségek tervpályázatain díjat nyert. A szűkebb pályázatokra való meghívásoknak azonban egyik esetben sem tett eleget. A budapesti Rózsák téri erzsébetvárosi plébániatemplom pályázatára szintén készített tervet, de a benyújtástól utolsó pillanatban visszatartotta az, hogy mestere, Steindl Imre, szintén pályázott a templomra és elnyerte az első díjat és kiviteli megbízatást. Ehelyett Tandor ugyanezzel a tervvel a Magyar Mérnök- és Építész-Egylet templompályázatán vett részt és szereplése olyan sikerrel járt, hogy az Egylet aranyéremmel és utazási ösztöndíjjal tüntette ki.
1886-ra tervei szerint épült fel a kaposvári Nagyboldogasszony-székesegyház. Általában bensőséges, ragaszkodó viszony volt közte és mestere, Steindl közt, akinek tanácsára vállalta el a Lechner-féle kőbányai Szent László-templom belső művészi munkáit (1898), bár ezt a megbízást — amiből kifolyólag támadások is érték — vonakodott elvállalni. Utána ritkán vállalt tervezői megbízatásokat, egyrészt emiatt és másrészt mert a Műegyetem rendes tanára lett. Az architektúra csak ún. ideál-tervezések formájában kötötte le, de megbízatásokat nem keresett. Szabadidejét, ami a katedrán kívül maradt számára, műemlék-felvételek, restaurálótervek foglalták el, így restaurálta az ócsai templomot és a nagykanizsai Batthyányak terére egy múzeumot tervezett, környékének históriai stílusban való rendezésével, mintegy szorgalmi feladat gyanánt. 
1896. február 6-tól a Műegyetemen a középítéstan nyilvános rendkívüli tanáraként, majd 1897. augusztus 14-étől nyilvános rendes tanáraként alapos tudással, odaadóan végezte feladatát. Az építési szerkezeteket, berendezéseket ismertette és ebben a legmodernebb eredményekre is tekintettel volt. Élete végén javarészt a Balaton környéki műemlékekről készített felvételeket.
A nagykanizsai, Trippamer utcai temető keleti kriptasorában nyugszik (G kriptasor, N/A, N/A, 8).

## Ismert épületei

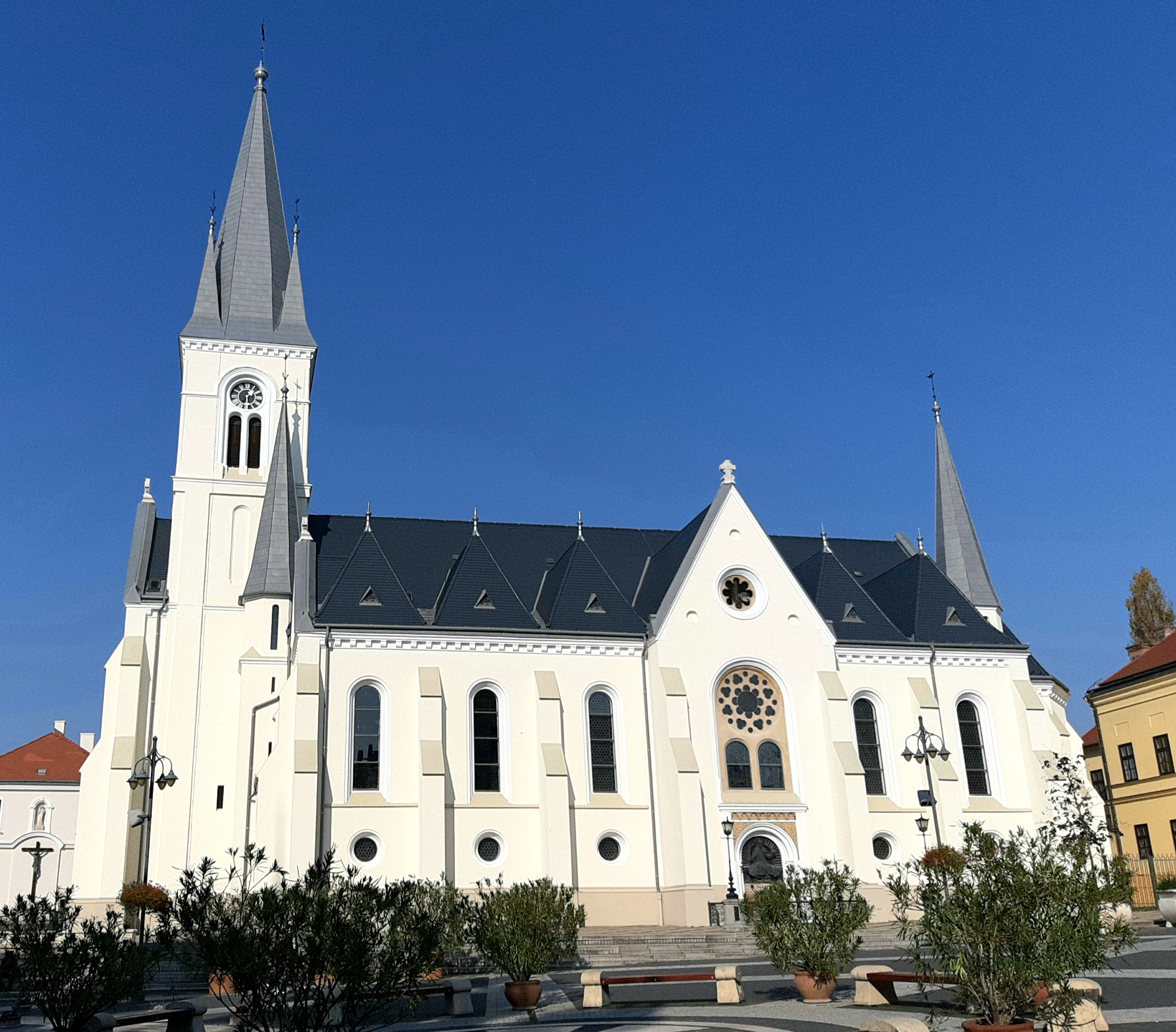
Nagyboldogasszony-székesegyház, Kaposvár

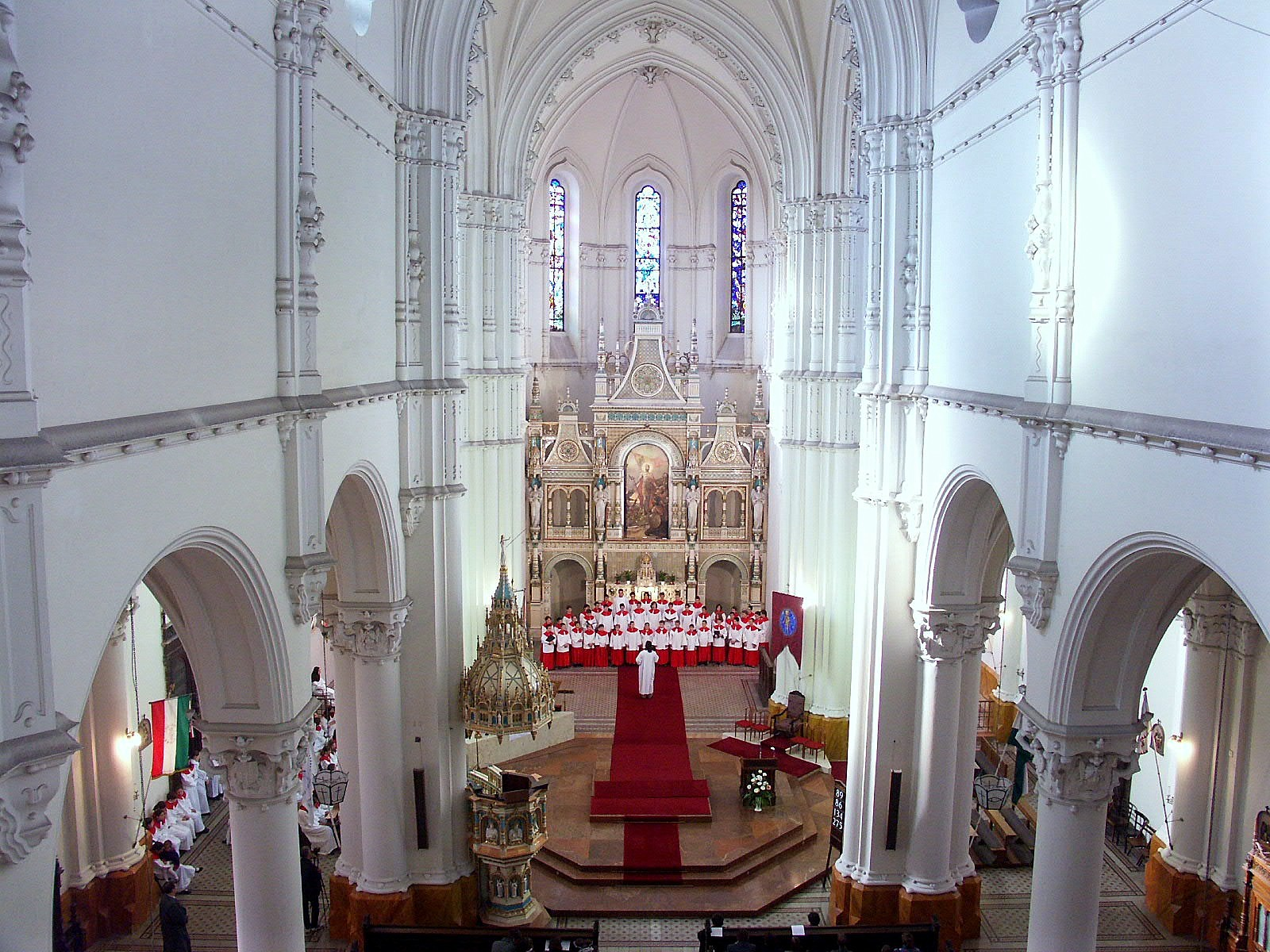
A kőbányai Szent László-templom belsőépítészi munkái, Budapest

- 1886: Nagyboldogasszony-székesegyház, Kaposvár[4]
- 1898: kőbányai Szent László-templom belsőépítészi munkái, Budapest[4]
- 1909: Műegyetem egyik épülete, Budapest[5]
- ?: lakóház, Nagykanizsa, Király utca 29.[5]

### Tervben maradt épületek
- 1880 k.: Országház, Budapest[6] – ettől függetlenül a végül Steindl Imre tervei szerint felépült Országház építési munkáinak irányítása Steindl 1902-es halála után Tandor vezetésével valósult meg (1902–1904).[7]
- 1891: Iparművészeti Múzeum, Budapest[6][8]
- 1891: plébániatemplom felújítása, Keszthely[5]
- 1891: Árpád-házi Szent Erzsébet-plébániatemplom, Budapest[6][9]
- 1893: az 1896-os millenniumi ünnepségek történelmi főcsoportja, Budapest[6][10]
- ?: Múzeum, Nagykanizsa, Batthyáni-tér[6]

### Restaurálási munkák
- 1886–1890: templom, Ócsa[6][4]
- ?: templom, Ják[5]